# الفجوج
الفجوج هي بلدية تابعة لدائرة هيليوبوليس وهي بلدية من بلديات ولاية قالمة الجزائرية، تبعد عن الولاية بحوالي 5كم فقط وتبلغ مساحتها حوال 64كم² ،ويبلغ عدد سكانها حسب إحصائيات سنة 2008 ما يقارب 10000 نسمة. تعتبر مدينة الفجوج مدينة قديمة حيث أنها كانت تسمى واد التوتة نسبة لمرور الواد بها(قبل الاستعمار الفرنسي) ثم سميت كالرمانKalirmen نسبة للعسكري الذي كان يحكمها أثناء الاستعمار الفرنسي للجزائر ثم أخذت اسم الفجوج (جمع فج)، نسبة إلى وقوعها وسط فجوج الجبال.

## موقع مدينة الفجوج الجغرافي
تقع مدينة الفجوج في شمال غرب مدينة قالمة،يحدها من الشرق دائرة هيليوبوليس ومن الشمال بلديةحمام أولادعليو ‘‘’’بوعاتي محمود‘‘’’ ومن الغرب بلدية“””الركنية“”و“”صالح “”ومن الجنوب مدينة “قالمة”
و تعتبر بلدية الفجوج بلدية فلاحة لي احتوائها علي مساحات زراعية شاسعة وتعتبر زراعة البطاطة والقمح والطماطم من أهم المزروعات بالإضافة لي احتوائها علي عدة مصانع منه مجمع عمر بن عمر (مصبرات بن عمر.مطاحن بن عمر.عجائن بن عمر) وتحتوي علي وحداتين لي إنتاج الحليب المبستر (بني فوغال.صافية) و6 محاجر و3 شركات لي تهيئة الطرقات وتزيفها (الجزيرة العربية.بدود .علامة)و 3 مصانع الاجر ومطاحن الصافية وتعتبر بلدية الفجوج من اغني بلديات الولاية.

## أهم أحياء الفجوج
- حي محمداتني علي ( أكبر الاحياء)
- حي بازر(الإخوة بالغربي)
- حي تباني السبتي
- الحي السكني
- حي البهالّى (عين الريحانة)
- حي نحصيصات ماضي علي (لوتيسمو)
- حي الكاليتوس
- حي لونيس بوقرة (القرية)
- حي بودور إسماعيل (الذي يقام فيه السوق الأسبوعي يوم الثلاثاء)